# NCSM Ojibwa (S72)
Le NCSM Ojibwa (S72) est un sous-marin de la Marine royale canadienne des Forces canadiennes retiré du service en 1998 et maintenu à quai à Halifax de 1998 jusqu'à 2012 dans l'attente d'être démoli ou transformé en navire musée. Le sous-marin a finalement été acquis par le musée au Musée militaire Elgin de St. Thomas en Ontario en mai 2012 et remorqué sur son site d'exposition à Port Burwell la même année.
Il fait partie de la classe Oberon, une série de sous-marins à propulsion conventionnelle de conception britannique construits dans les années 1960 et 1970. Il a été acquis en 1963 lors d'une commande de trois sous-marins jumeaux effectuée dans le contexte de la guerre froide qui a permis au Canada de se doter d'une flotte permanente de sous-marins. Son nom et ses armoiries rappellent le peuple amérindien des Ojibwés vivant dans les prairies canadiennes.

## Histoire

### Carrière militaire
Le NCSM Ojibwa a été construit dans les chantiers navals de la Chatham Dockyard au Royaume-Uni en 1962-1963, fut lancé en 1964 et mis en service en 1965. Il est alors affecté à la flotte de l'Atlantique de la Marine royale canadienne à Halifax en Nouvelle-Écosse. La flotte de l'Atlantique est par la suite intégrée aux Forces maritimes de l'Atlantique (FMAR[A]). La carrière militaire du NCSM Ojibwa s'est déroulée presque exclusivement dans l'océan Atlantique où il a participé à plusieurs missions sous l'égide de l'Organisation du traité de l'Atlantique nord (OTAN). En 1998, le Canada prend la décision de conserver une flotte opérationnelle de sous-marins et fait l'acquisition de quatre sous-marins britanniques de la classe Victoria. Cet achat permet à la marine canadienne de retirer du service ses vieux Oberon, le NCSM Ojibwa étant retiré du service le 21 mai 1998.

### Projet de navire musée

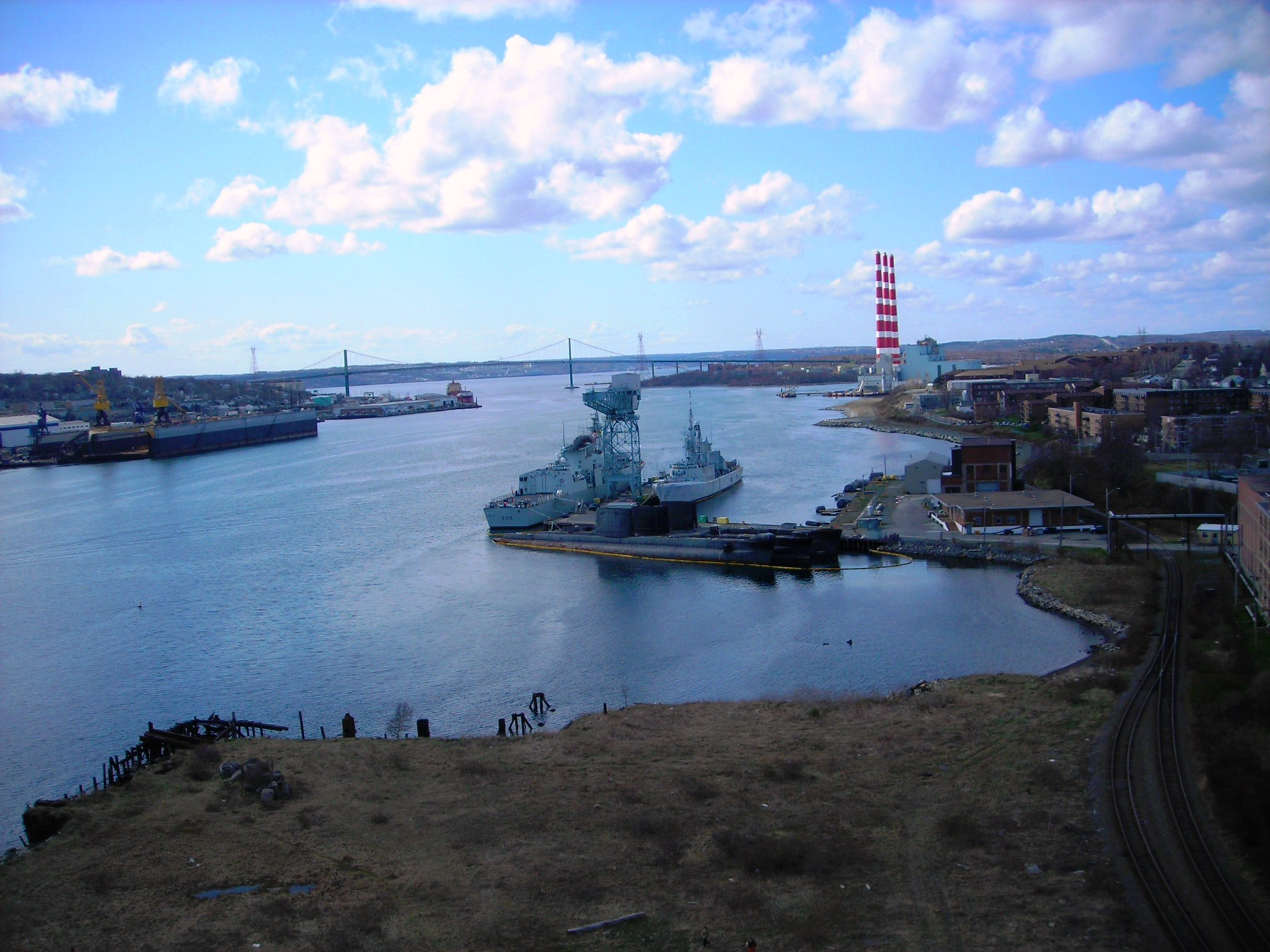
L’Okanagan, l’Ojibwa et l’Olympus au quai de la BFC Halifax en 2010

Un projet de conversion de l’Ojibwa en navire musée au Musée militaire Elgin de St. Thomas en Ontario est annoncé en 2010. Une entente est d'ailleurs conclue entre le musée militaire et la firme BMT Fleet Technology pour le transport et la logistique liée au transport du sous-marin de Halifax jusqu'à son site d'exposition au musée militaire. Le musée Elgin prévoit que ce nouvelle attrait permettrait à la fréquentation du sous-marin musée d'atteindre 100 000 visiteurs annuellement,. Il estime que le projet créerait une quarantaine d'emplois et que les retombées économiques seraient de plus de 14 millions de dollars.
En 2011, des citoyens de la petite municipalité de Bayham en Ontario, située sur le lac Érié près de St-Thomas et site envisagé pour l'installation du sous-marin, expriment cependant des appréhensions face au projet même si le musée souligne qu'il trouvera lui-même le financement du projet de conversion en navire musée. Ces citoyens craignent que les coûts de dragage du port n'entrainent une augmentation de leurs taxes municipales. Selon un scénario pessimiste les citoyens de la petite municipalité pourraient avoir à supporter une facture de 4000 à 5 000 dollars si le projet engendrait des poursuites. La municipalité de Bayham doit aussi se porter garante auprès du ministère de la Défense canadienne pour un montant de 6 millions de dollars représentant les coûts du transport du sous-marin depuis Halifax. Le 16 mai 2012, le ministère de la Défense canadienne donne son appui au musée Elgin et lui cède la propriété du NCSM Ojibwa ce qui permet à l'organisme muséal de réaliser son projet de navire musée.
Le voyage du sous-marin vers sa nouvelle résidence de Port Burwell (en) débute le 26 mai 2012, quatorze ans après son retrait de la vie militaire,. Le transport du sous-marin vers Port Burwell s'effectue sur une barge flottante, un voyage dont le coût est estimé à  4 millions de dollars. Le 7 juin, le sous-marin arrive à Hamilton où il doit demeurer jusqu'en septembre avant de terminer son voyage, attente pendant laquelle les travaux d'aménagement de son site d'exposition à Port Burwell sont complétés. Pendant son arrêt à Hamilton, le NCSM Ojibwa doit faire l'objet de travaux de sablage, de soudure et de peinture, des travaux plus faciles à réaliser à cet endroit. Le musée Elgin suit ainsi les conseils des dirigeants du Site historique maritime de la Pointe-au-Père qui ont converti en navire musée en 2008-2009 le Onondaga (S73), un autre Oberon canadien. Après avoir reçu les travaux d'entretien et de réparation à sa coque pendant l'été à Hamilton, l'Ojibwa est transporté par barge à travers le canal Welland et le lac Érié à partir de 19 novembre et arrive finalement à Port Burwell le 21 novembre au matin.